# Веслі Лау
Веслі Лау (англ. Wesley Lau; 18 червня 1921, Шебойган, Вісконсин — 30 серпня 1984, Лос-Анджелес) — американський актор кіно та телебачення.

## Біографія
Веслі Лау народився і виріс у Шебойгані, Вісконсин. Під час Другої світової війни служив у Повітряному корпусі Армії США. Вивчав драматургію в університеті Вісконсину та отримав ступінь магістра мистецтв у Єльській школі драми. Далі продовжив навчання в акторській студії в Нью-Йорку. .
У вересні 1961 року Лау зіграв відповідача Аморі Феллона в епізоді «Справа нетерплячого компаньйона» серіалу «Перрі Мейсон». Менш як за місяць продюсери телесеріалу затвердили актора на роль лейтенанта поліції Енді Андерсона. Усього Лау знявся у 81 епізоді «Перрі Мейсона». Також, Лау зіграв епізодичні ролі в телесеріалах Альфред Гічкок представляє, Димок зі ствола, Є зброя — Будуть подорожі, Пітер Ганн, Сутінкова зона, Тунель часу, Велика долина, Місія нездійсненна, Загін «Стиляги», Людина за шість мільйонів доларів. У кіно актор зіграв ролі у фільмах Я хочу жити! (1958), Форт Аламо (1960), Венеціанський роман (1967), Паніка в місті (1968), Викрадач літаків (1972), Домосіди (1974).
Веслі Лау помер від серцевої недостатності 30 серпня 1984 року. Був похований на цвинтарі Голлівуд-Гіллз.